# Born This Way (dal)
A Born This Way (magyarul: „Ilyennek születtem”) Lady Gaga amerikai énekesnő első kislemeze azonos című második nagylemezéről, a Born This Way-ről. A dalt Lady Gaga, Fernando Garibay, Jeppe Laursen és DJ White Shadow szerezte, és ők voltak a producerek is. Gaga a számot The Monster Ball nevű turnéjával a világot járva szerezte. A Born This Way-t az 1990-es évek nőket és melegeket bátorító zenéi inspirálták, és Gaga a saját felszabadulását akarta megénekelni a dalban. A 2010-es MTV Video Music Awards gálán hírhedtté vált „húsruhájában” elénekelte a dal refrénjének egy részletét, és bejelentették, hogy második nagylemezének első kislemeze lesz. A kislemez 2011. február 11-én jelent meg, és az elektropop műfajba sorolható. A szám szövege egy bátorító üzenetet hordoz, és a refrén egy felszólítás arra, hogy légy az, aki vagy, és ne legyen szégyenérzeted emiatt. A dalban a meleg, leszbikus, és transznemű közösségek, illetve több etnikum is megemlítésre kerül. A már a dal megjelenése előtt közzétett dalszöveget több ázsiai és latin közösség bírálta, mert a számban hallható „chola” és „orient” kifejezéseket pejoratívnak minősítették nemzetiségi közösségükre nézve.
A Born This Way nagyrészt pozitív kritikai fogadtatásban részesült, és egy „klubokba termett himnuszként” jellemezték, ugyanakkor bírálat is érte Madonna 1989-es Express Yourself című dalára való túlzott hasonlóságáért. Egyes kritikusok szerint a hasonlóságok negatív fényt vetnek a számra, mások azonban úgy vélték, a dal csak annyiban hasonlít korábbi számokra, amennyire minden pop sláger. A Born This Way több mint huszonöt országban ért el első helyezést. Az Egyesült Államokban az énekesnő harmadik első helyezett kislemeze lett a Billboard Hot 100 listán. Emellett a Born This Way a Hot 100 lista történetének 1000. első helyezett dala lett. Az iTunes történetének leggyorsabban fogyó kislemeze lett, több mint egy millióan töltötték le a dalt mindössze öt nap alatt. A Born This Way-ből világszerte 8,2 millió példányt értékesítettek, amivel minden idők egyik legnagyobb példányszámban eladott kislemeze lett.
A dalhoz készített videóklipet Nick Knight rendezte. 2011. február 28-án mutatták be, és olyan szürrealista festők inspirálták, mint Salvador Dalí és Francis Bacon. A klip alapkoncepciója, hogy az énekesnő egy új fajnak ad életet, amelynek tagjai előítélet nélkül születnek. A videóklip számos kulturális és művészeti utalást tartalmaz. Amellett, hogy olyan előadók előtt tiszteleg, mint Michael Jackson és Madonna, a görög mitológia, a szürrealizmus és Alexander McQueen divattervező munkái is megjelennek benne. A Born This Way-t Gaga első alkalommal az 53. Grammy-díjkiosztón énekelte el, ahol egy áttetsző „tojásból” mászott elő a színpadon előadása kezdetén. A dalhoz számos remixváltozat készült, többek között a Gaga és Fernando Garibay által készített „The Country Road Version”, és a Salim és Sulaiman Merchant indiai producer páros által készített, bollywoodi stílusú remix. Ezen kívül feldolgozta a dalt Alice Cooper, Madonna, Katy Perry és a Glee – Sztárok leszünk! című tévésorozat szereplői is.

## Háttér
2010-ben Lady Gaga a Monster Ball show-jával turnézott a világ körül. Ebben az időben kezdte el kidolgozni ötleteit új stúdióalbumához, a Born This Way-hez. Az első dal, amit szerzett, az album címadó dala volt, és elmondása szerint tíz perc alatt írta meg Manchesterben, elkészítését a szeplőtelen fogantatáshoz hasonlította. „Tíz kib*szott perc alatt írtam meg, és egy igazán varázslatos, üzenettel bíró dal. És miután megírtam, a kapuk megnyíltak, és a számok csak jöttek és jöttek” – mesélte a Vogue magazinnak. Perez Hilton, Lady Gaga egyik közeli barátja az elsők között hallgatta meg, és úgy vélte, hogy nagyon fontos a dal a meleg közösség számára, és sikeres lesz. Elton John így beszélt a dalról még megjelenése előtt: „A Born This Way […] teljesen le fogja mosni a színről Gloria Gaynor I Will Survive-ját. Az volt régen a meleghimnusz; a Born This Way az új. Bár igazából nem is meleghimnusz – bárki azonosulhat vele”. DJ White Shadow, a szám egyik producere elmondta, hogy a Born This Way-t „úton a világ körül, bármilyen elérhető helyen” vették fel. Gaga a saját felszabadulását akarta megénekelni és egy buzdító üzenetet intézni rajongóinak a dalban. A Billboard magazinnak ezt mondta a számról:

„A Born This Way egy fényesen ragyogó szám az album többi számához képest, amelyek egyre sötétebb tónusúak. Hogy tréfásan fejezzem ki magam, a Born This Way a marihuánája az album heroinjainak, az alapvető, erős mámorítószere az albumnak. […] a dal [üzenete] szó szerint kivehető a szövegből… Azt mondtam magamnak: »Meg akarom írni a számomat a szabadságérzetemről. Meg akarom írni a saját ’ki a f*sz is vagyok én’ himnuszomat«, de nem szeretném, ha költői varázsolgatás és metaforák miatt árnyékba szorulna. Azt akarom, hogy egy támadás legyen, egy igazi rohamként hasson a végén, mert úgy gondolom, hogy – különösen napjaink zenéjében – minden kezd elhígulni, és az üzenet sokszor a szöveggel való játék hátterébe szorul. Visszatekintve az 1990-es évek elejére, amikor Madonna, az En Vogue, Whitney Houston és a TLC igazi bátorító zenét csináltak a nőknek, a melegeknek és mindenféle jogfosztott közösségnek, a szövegek és a dallamok elsöprő erejűek, gospel jellegűek és nagyon spirituálisak voltak, és én amondó voltam: »Ez az a fajta dal, amit csinálnom kell. Ez fogja felrázni az ipart.« Nem a kész felvétel a lényeg. Nem is a megalkotása. A dal maga a lényeg. Bárki énekelheti a Born This Way-t. Bárki más is lehetett volna az előadója.”

Transmission Gagavision című internetes videósorozatának 43. részében Gaga még többet elárult a dal szerzésének érzelmi hátteréről: „A legnagyobb kihívás a Born This Way megírásában az volt, hogy magabiztossá és aggálymentessé kellett válnom. Magam mögött kellett hagynom a bizonytalanságot … mindenféle múltbéli sebemet. Két évet töltöttem azzal, hogy a sebhelyeim mélyére hatoljak … egyfajta vérátömlesztés kellett. A Born This Way az, aki én vagyok. Egy előadó, aki szakadatlanul félig fantáziaként, félig realitásként nyilvánul meg.” Az 53. Grammy-díjátadó gálán Gaga, egyik díjának átvételekor köszönetet mondott Whitney Houstonnak, mert elmondása szerint nagy szerepe volt a Born This Way dal megszületésében. „Köszönetet akartam mondani Whitneynek, mert amikor a Born This Way-t írtam, azt képzeltem, hogy ő énekli; ugyanis nem voltam kellően biztos magamban, hogy elképzeljem magam, mint szupersztárt” – mondta.

## Kiadás és borító

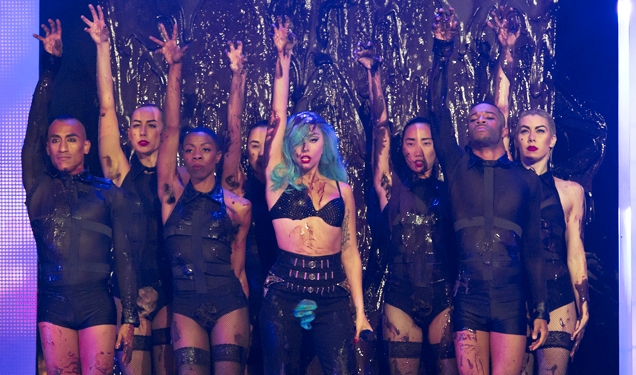
A Born This Way előadása a 2011-es MuchMusic Video Awards-on

2011. január 1-jén, rajongóinak szánt „karácsonyi ajándék” gyanánt Lady Gaga az azonos című nagylemez megjelenési dátuma mellett a Born This Way dal kiadását is bejelentette Twitter-oldalán; 2011. február 13. volt a tervezett időpont. 2011. február 7-én azonban Gaga úgy döntött, két nappal előbbre hozza a dal premierjét. „Nem tudok tovább várni, a kislemez pénteken jön” – írta Twitteren. Nem sokkal ezt megelőzően az énekesnő a dal teljes szövegét is megosztotta Twitteren. Ennélfogva február 11-én az amerikai rádiókban keleti parti idő szerint reggel 6 órakor, míg digitális letöltésként ugyanezen a napon délelőtt 9 órakor jelent meg. Gaga a Billboard magazinnak elmondta, hogy az eredeti tervek szerint a Marry the Night lett volna az első kislemez új albumáról, ám a Born This Way dal csak ezután készült el.
2011. február 18-án Gaga „Trois Jours” („Három nap”) felirat kíséretében Twitteren közzétette a kislemez hivatalos borítóképét, melyet stylistja, Nicola Formichetti tervezett és Nick Knight fényképezett. A fekete-fehér borítóképen a meztelen, a hátán lévő tetoválásokat felfedő Lady Gaga látható szétfújt hajjal, erős sminkkel, arcán és vállain hegyes kitüremkedésekkel. Charlie Amter a The Hollywood Reportertől azt írta, a borító visszaidézi „az 1980-as évek klasszikus lemezborítóit (gondoljunk akár a Missing Personsre, a Roxy Musicra, vagy a Duran Duranre), sőt az 1970-es évekéit is.” Tanner Stransky, az Entertainment Weekly írója elragadtatott hangnemben ezt írta a borítóról: „rendkívül különös fotó: nem néz ki Gaga szinte teljesen állatiasan ezen a felvételen? Ez – merem használni ezt a szót, főleg így, hogy Perez is így jellemezte a képet – teljesen, totál elborult. És hát mégis, kevesebbet várnál ennél? Gaga haja sörényként omlik alá, és már-már olyan, mintha az afrikai dzsungelben rátalálhatnánk a lényre, akit megidéz ezzel”. Ugyanakkor Archana Ram úgy vélte, a borító Kylie Minogue 2007-es, 2 Hearts című kislemezének képét másolja. Nicole Eggenberger az OK! című brit hetilaptól így írt a borítóról: „Az igazi Gaga-divathoz méltóan az énekesnő hegyes vállakkal, szarvakkal és egy remek frizurával rukkol elő. Bár mindez továbbra is elég vad ötlet, úgy tűnik, Gaga sminkje mindezt bűbájossá is tette”. Leah Collins, a Dose magazin írója szerint az extrém smink és a tetoválások egy a szám címével játszó irónia részei. Bill Lamb az About.com-tól úgy vélte, „az arccsontok kihangsúlyozása és a merev ceruzahúzások a sminkben a kétneműség érzését keltik, valahol egy férfi és egy nő között van. Ezzel eszembe juttatja David Bowie klasszikusának, a Young Americans albumnak a borítóját”. Hozzátette, hogy a meztelenség a képen sebezhetőséget sugall. A magyar MTV szerint Gaga „afféle félig topmodell, félig űrlakó szerepben tetszeleg a képen”.

## Kompozíció
A Born This Way-t Gaga, Jeppe Laursen, Paul Blair (azaz DJ White Shadow), valamint Fernando Garibay szerezte, illetve ők voltak a producerek is. A hangkeverést a londoni Abbey Road Stúdióban és a New York-i Germano Stúdióban végezték. A klubhangzással operáló dal egy szintetizátorriffel és az „It doesn’t matter if you love him or capital H-I-M” sorral kezdődik, amelyet egy hümmögő basszusvonal támogat meg. Az első verze a „My mama told me when I was young/ We are all born superstars” sorral veszi kezdetét. A basszusdallam később átkerül a refrénbe, amelyben az „I’m beautiful in my way, ’cause God makes no mistakes; I’m on the right track baby, I was born this way” sorok hallhatók. A refrént különféle ütőhangszerek támogatják meg. A refrén után Gaga a „Don’t be a drag, just be a queen” sort kántálja néhányszor tapsolásszerű ütemek felett, mielőtt belekezd a második verzébe. Egy átvezető rész következik, ahol Gaga több közösség nevét megemlíti. Sal Cinquemani a Slant Magazine-tól úgy érezte, hogy ez a rész olyan, mintha a Glee zenéjét ötvözné a There But For The Grace of God Go I-jal a Machinetól. A zene egy pillanatra elhalkul, amikor Gaga a cappella énekel egy orgona belépését megelőzően, a dal vége előtt. A Musicnotes.com-on a Sony/ATV MusicPublishing által közzétett kotta szerint a Born This Way 4/4-es ütemben íródott egy középütemű dance tempóval, aminek ütemszáma 120 percenként. A dal hangneme H-dúr, Gaga hangterjedelme F3-tól F5-ig terjed. A Born This Way ostinatója a C5–F5–E5–B5 a verzékben, a refrén alatt pedig a F3–F–E–B–Bm7–C akkordmenetet követi.

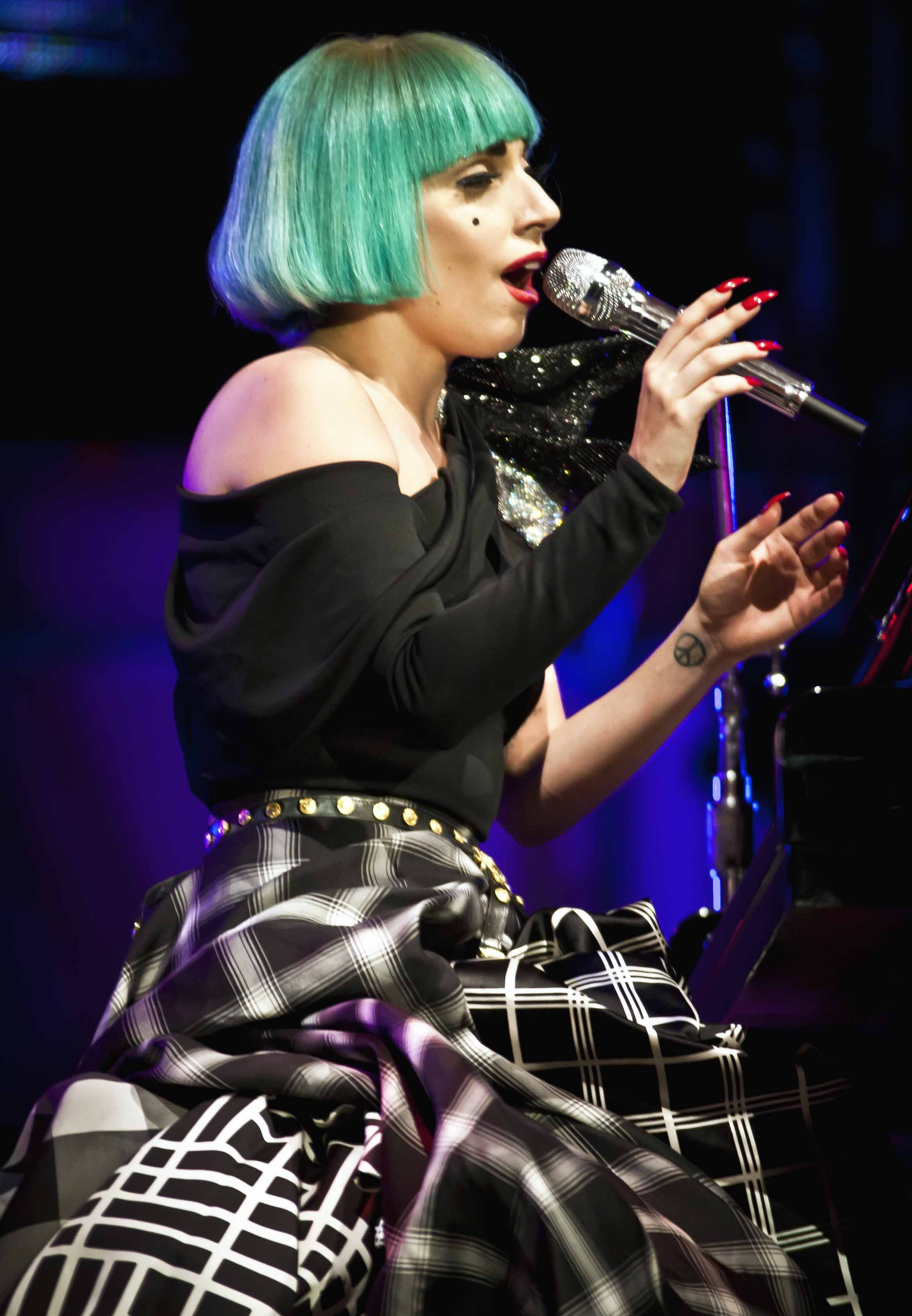
Lady Gaga a Born This Way akusztikus változatának előadása közben a 2011-es EuroPride rendezvényen, Rómában. A dalban többek között az LMBT közösség kirekesztettsége ellen is felszólal

A dal szövege egy bátorító üzenetet hordoz, és a refrén felszólítás arra, légy az, aki vagy, és ne legyen szégyenérzeted emiatt. A dalban több etnikum neve, illetve a meleg, leszbikus és transznemű közösségek is megemlítésre kerülnek. „A kis szörnyek [rajongói] a világ körül, beleértve a meleg közösséget, hihetetlen nagy támogatást nyújtottak nekem az évek során, és viszonzásként én is mindig támogattam őket. Ne köntörfalazzunk. A The Fame és a The Fame Monster nem szólítja meg ezeket a közösségeket, legalábbis nem közvetlenül. Itt a lehetőség, hogy alkossak valamit, ami nem csak a politikai és társadalmi meggyőződéseimet támogatja – nem is csak a melegeket, hanem mindenkit… Ez egyben a lehetőségem arra, hogy művészileg megfogalmazzam: »Nem akarok óvatos lenni ezzel a dallal«. Nem próbálok új rajongókat szerezni. Szeretem a rajongóimat, akik már megvannak, és ez nekik szól” – mondta el az énekesnő. Az Amp Radiónak adott interjúban Gaga elmagyarázta, mit jelent a dal szövegében szereplő „capital H-I-M”. „Az elképzelésed a felsőbb hatalomról. Szóval hihetsz az Istenben, aki a keresztények Bibliájában szerepel, […] vagy hihetsz egyszerűen csak a spiritualitásban, vagy Buddhában, vagy lehet bármi más, amiben hiszel – a »capital H-I-M« a felsőbb hatalmadat fejezi ki” – mondta.
A már a Born This Way megjelenése előtt közzétett dalszöveget több ázsiai és latin közösség is bírálta, úgy mint a MEChA és a Chicanos Unidos Arizona, mert a szövegben olyan kifejezések találhatók („chola”, „orient”), amelyeket pejoratívnak minősítettek nemzetiségi közösségükre nézve. Robert Paul Reyes a Newsblaze.com-tól azt írta, hogy míg a szöveg melegbarát jellegével semmi problémája nem volt, a „chola” szó használatának helyességét megkérdőjelezte, a szót ugyanis gyakran a latin közösségre használják általánosító céllal, amellyel a Mexikóból Amerikába vándorolt, gyakran aluliskolázott csoporttal teszik egyenlővé őket. „A latinoknak hálásnak kéne lenniük, amiért egy fehér szupersztár, aki kiváltságos helyzetben születhetett, rasszista megjegyzést fűzött a közösségünkhöz?” – tette fel a kérdést. Malajziában a dalnak egy átszerkesztett változatát játsszák a rádióban. A „No matter, gay, straight, or bi, lesbian, transgender life” (»Nem számít, hogy meleg, hetero, bi, leszbikus, vagy transznemű vagy«) szövegrészt érthetetlen szófoszlányokkal helyettesítve cenzúrázták a számból. „A kérdéses sorok sértőek Malajzia társadalmi és vallási szabályaira nézve. A homoszexualitás még mindig tabunak számít az átlag malajziaiak számára” – áll a malajziai AMP Radio Networks rádiótársaság nyilatkozatában. Melegjogi aktivisták tiltakozásba kezdtek a cenzúra miatt. Lady Gaga a Google-nak adott interjúban reagált minderre, és elmondta, „nyilvánvaló, hogy nem ért egyet” száma cenzúrájával, hiszen nem azért tette pontosan azokat a szavakat számába, hogy aztán kivágásra kerüljenek belőle. „Amit mondani szeretnék, azt minden malajziai fiatalnak mondom, aki azt akarja, hogy azok a szavak is rádióba kerüljenek: nektek, mint fiataloknak a feladata és kötelessége, hogy hallassátok a saját hangotokat. Minden tőletek tellőt meg kell tennetek, ha felszabadulást vártok a társadalmatoktól. Felhívásokat kell tennetek, nem szabad megállnotok, és békés tüntetésbe kell kezdenetek” – intézett üzenetet malajziai rajongóihoz.

## Remixek
A Born This Way-ből a kislemez népszerűsítésére számos remix kiadásra került az Interscope Records jóvoltából. 2011. március 15-én CD kislemezként és digitálisan jelent meg az első, Born This Way – The Remixes Part 1 című remix-gyűjtemény, amelyen LA Riots, Chew Fu és DJ White Shadow remixei kaptak helyet. A folytatás, a The Remixes Part 2 2011. március 29-én jelent meg csak digitális formában, és Michael Woods, Grum, Dada Life, Zedd, Bimbo Jones, valamint Twin Shadow remixei kerültek fel rá. A Born This Way Starsmith által készített remixe felkerült a 2011-es tóhokui földrengés és szökőár áldozatainak megsegítésére létrehozott, Songs for Japan című válogatásalbumra, melynek bevételéből a japán Vöröskeresztet támogatják.
A dalból két, az indiai piacot megcélzó, remix is készült: egy bollywoodi stílusú remix, amelyet a Salim és Sulaiman Merchant zenei producerpáros készített, valamint egy, a Culture Shock által készített, a bhangra és a dub step elemeit vegyítő újraértelmezés. A remixek a DesiHits.com nevű dél-ázsiai zenei oldalon kerültek bemutatásra 2011. április 11-én. Lady Gaga ezt írta Twitter-oldalán: „Együtt dolgoztam néhány indiai producerrel a Born This Way-en, hogy megmutassam minden indiai kis szörnyemnek, hogy nagyra tartalak titeket!” Salim és Sulaiman producerek már régebb óta megbeszéléseket folytattak az oldallal több zenei projekt kapcsán, és Gaga, aki az indiai közönséget még nem találta meg zenéjével, lelkesedett az ötletért, hogy elkészüljön a Born This Way Bollywood-remixe. Sulaiman így beszélt a munka kezdetéről: „Megkaptuk a szám nyers vokálját, és ennek felhasználásával, egy teljesen új számot készítettünk. […] Elküldtünk Gagának egy részletet a készülő műből, hogy visszajelzést kapjunk, jó irányba haladunk-e vele. Nagyon tetszett neki, így ebbe az irányba mentünk tovább.” A DesiHits.com-nak nyilatkozva további részleteket mondott el a remix elkészítéséről:

„Amikor elkezdtünk dolgozni a Born This Way-en, rendkívül izgatottak, és kicsit nyugtalanok is voltunk. Huszonhárom országban volt első a slágerlistákon, de elszántak voltunk a remix elkészítésében, és hogy egyfajta indiai hangzásvilágot adjunk hozzá. A szitár volt a hangszer, amelyre a választásunk esett, amikor nekivágtunk a zenei aláfestés kidolgozásának. Természetesen ott volt még a dhol és a dholak is, amelyek mindig elérik, hogy bulis, jóérzésű atmoszféra jöjjön létre, de ami igazán felrázta az egészet, az Salim hangja volt, ami igazi indiai ízléssel fűszerezte meg a számot.”

Salim elmondta, hogy énekelt egy kicsit az alapból, hogy ezáltal adjon a remixnek egy Sufi érzetet. Gaga menedzsmentje elégedett volt a remixükkel, és azt akarták, hogy Gaga következő dalához, a Judashoz is készítsenek egy újabb remixet. A Bollywood-remixek felkerültek a Born This Way album indiai számlistájára. A Culture Shock-féle remixben a trió két tagja, Lomaticc és Sunny Brown vokálja is felhasználásra került. Sunny Brown, elmondása szerint egyfajta pandzsábi zenei hangzást akart a számhoz adni. Baba Kahn, a Culture Shock harmadik tagja ezt mondta: „…úgy döntöttünk, hogy hűek maradunk a rajongóinkhoz. Egy olyan Culture Shock-számot nyújtunk át nektek, ami kitolta a határainkat, és remélhetőleg egy másfajta utazásra viszi a rajongóinkat.”

### Country Road Remix
2011. március 25-én, Lady Gaga Twitter oldalán bemutatásra került a Born This Way „The Country Road Version” (»A vidéki út verzió«) névvel fémjelzett változata. A szám, melynek producerei Gaga és Fernando Garibay voltak, az eredetinél jóval lágyabb hangzású és lassabb tempójú. Az elektronikus hangok és diszkóütemek helyett a gitárjátékon és a vokálon van a hangsúly. A gitár mellett az első refréntől egyre több harmonika- és dobhang is hallható. A refrén második eléneklése után Gaga az eredeti változatban nem szereplő sorokat ékel a dalba, miközben mandolin hangja hallatszik: „If I wanna make it country, baby, then it's OK, cuz I was born, I was born, I was born this way. From London, Paris, Japan back to USA/ I was born on the road, I was born to be brave” (magyarul: „Ha country-vá akarom tenni, bébi, hát rendben van, mert én ilyennek, én ilyennek, én ilyennek születtem. Londontól Párizsig és Japánig, vissza az USA-ig/Én az úton születtem, Én bátornak születtem”). Az MTV country rock számként jellemezte ezt a dalverziót, és Bon Jovi kései zenei munkáihoz hasonlította. A dal 2011. április 5-étől megvásárolhatóvá vált digitális formátumban. Az eladásokból befolyt összeg egy részével az amerikai Gay, Lesbian and Straight Education Network (Melegek, Leszbikusok, és Heteroszexuálisok Oktatásának Hálózata) nevű szervezetet támogatták, amely az általános és középiskolák tanulóit szexuális orientációjuk vagy nemi identitásuk miatt ért diszkrimináció, zaklatás és megfélemlítés ellen folytat küzdelmet. A remix a 2011. május 23-án megjelent Born This Way nagylemez speciális kiadására is felkerült.

## Kritikusi fogadtatás
A Born This Way kritikái vegyes vagy pozitív hangvételűek voltak. Michael Cragg a Guardiantól „diszkó himnusznak” nevezte a dalt, és azt írta, hogy a refrénje „egy kidobott húsruha súlyával csapódik be”. Ezen kívül úgy vélte, hogy „a nevetségesen bizarr zenei kontextus” komolytalanabbá tette a dalszöveget, mint amilyen. Rick Florino az Artistdirecttől 5-ből 5 csillagos minősítést adott az „azonnali pop klasszikusként” jellemzett számnak, amellyel véleménye szerint Gaga „újabb vizekre evezett”. Jonathan Van Meter a Vogue magazintól így írt a dalról: „A dal eleinte gyanúsan Madonna-szerűen hangzik, aztán átmegy valamibe, ami kicsit egy Bronski Beat-számra emlékeztet, majd végül átalakul valami egyedülálló dologgá: egy eredeti Gaga-dallá. Egyértelműen egy tisztelgés az […] I Was Born This Way című underground diszkószám előtt; egy hihetetlenül remekbe szabott dance felvétel, aminek az a végzete, hogy minden meleg méltóság rendezvény himnusza legyen az elkövetkező 100 évben”. Jocelyn Vena az MTV-től szintén pozitívan értékelte a számot. „Szórakoztató, felszabadító, merész. Ezek a legelső jelzők, amelyek eszembe jutnak Lady Gaga Born This Way-ét hallgatva. Gaga bátorító szövegei és a zene, amelyre erősen hatottak a klubslágerek, kész kielégíteni az énekesnő rajongóit és a popzene szerelmeseit” – mondta. Alison Schwartz a People magazintól így írt a dalról: „Ez a klubokba termett himnusz némi a cappella énekléssel és olasz szöveggel megmutatja Gaga igazi erőmű módjára működő vokális energiáit – illetve tehetségét az erőteljes dalszerzésre”. A Billboard magazin is pozitív kritikát közölt a dalról, amit úgy jellemeztek, mint „a táncparkettek azonnali himnusza, amely összeházasítja a nagy ütemeket Gaga erős, egyedi énekhangjával és a füledbe költöző szövegekkel rasszokról és szexualitásról”. Jem Aswad, szintén egy, a Billboard magazinban közölt kritikában ezt írta a dal megjelenésének napján: „ha a rajongók valami nagy, himnusz jellegű, pozitív és világméretű dologra számítottak, a legkevésbé sem kellett csalódniuk. A Born This Way egy masszív dal mindenféle tekintetben: kirobbanó hangzású kislemez pulzáló ütemekkel és egy »szeresd önmagad« üzenettel, amely magáévá fogja tenni a táncparketteket és felpörgeti az autókat, számítógépeket és rádiókat az elkövetkező hetekben”. Nick Levine a Digital Spy-tól 5-ből 5 csillagos minősítést adott a dalnak, amelyről azt írta, egy „életigenlő himnusz az egyenlőségről, egy nyílegyenesen a klubokba repülő energiabomba, és egy […] fantasztikus popsláger.” Sal Cinquemani, a Slant Magazine írója szintén pozitívan értékelte a dalt: „…az az érzésem a számot hallgatva, hogy Gaga valami igazán különlegesbe, sőt talán valami fontosba tenyerelt bele ezáltal. A dal üzenete egyértelműen olyasvalami, amit a világ fiatalságának napjainkban mindennél fontosabb, hogy meghallja. Jobb üzenetátadóra pedig gondolni sem tudnék”. Meghan Casserly a Forbes magazintól rendkívül pozitívan fogadta a számot. „Egy himnusz, amely a Föld minden egyes emberéhez szól” – írta értékelése konklúziójában. A Popjustice „elképesztőnek” nevezte a számot, megjegyezve, hogy erősen hatottak rá olyan Madonna-slágerek, mint a Deeper and Deeper, az Express Yourself és a Vogue. Rob Sheffield, a Rolling Stone írója 5-ből 4 csillagos minősítést adott a számnak, melyben ő is Madonna hatását vélte felfedezni. „A Born This Way remek összefoglalója a Gagát körüllengő mítosznak, amelyben ott rejlik minden aggálya a politikával és a katolicizmussal szemben […]. Egy igazi esemény, egy vallomás, és a leginkább várt dal a rögzített zene történetében, vagy legalábbis Britney Hold It Against Me-je óta” – írta. Kanicsár Ádám, a magyar zene.hu írója szerint a Born This Way-ről való véleményformálásnak nem tett jót a sok, megjelenését megelőző „dicshimnusz”, mert nem minden tekintetben szolgált rá a felhajtásra. Zeneileg nem tartja kellően innovatívnak, ugyanakkor azt írta, „dalszövegileg […] sikerült ez a himnuszalkotás”, és hogy „a határtalan energia […] elsodor minden negatív tényezőt”.

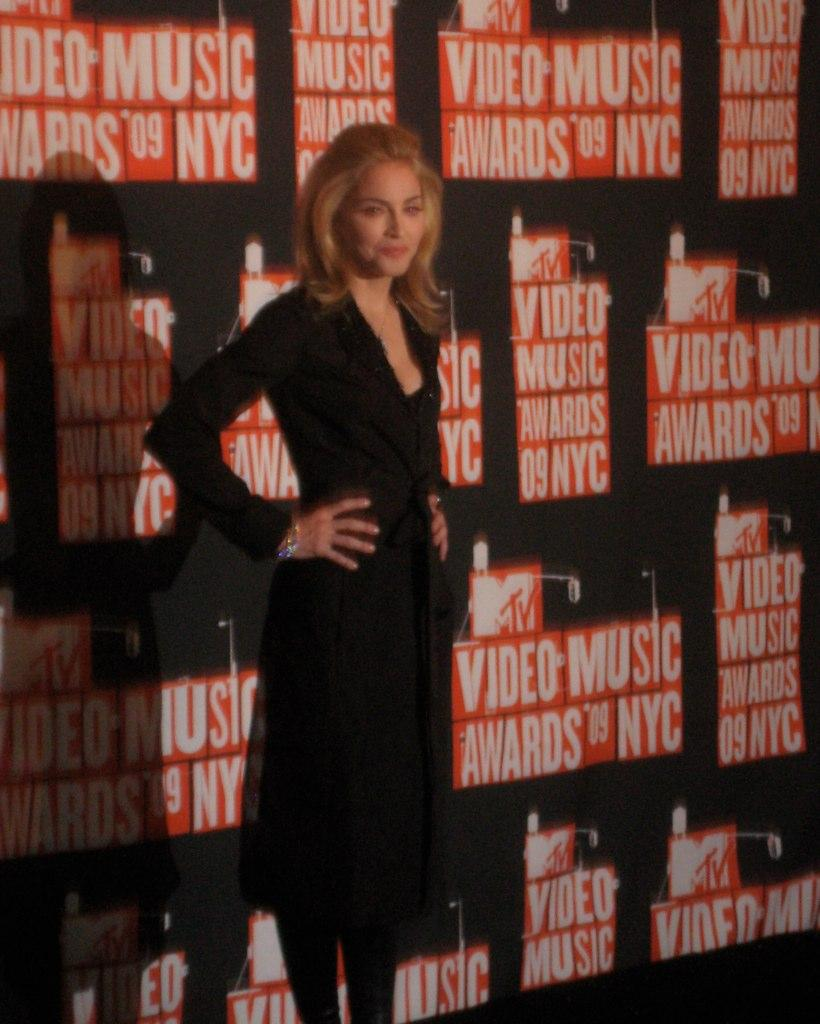
A Born This Way-t több kritikus Madonna 1989-es, Express Yourself című kislemezéhez találta hasonlónak, ami Gaga elmondása szerint nem szándékosságból fakad

Számos kritikus hasonlóságot vont a Born This Way és Madonna 1989-es, Express Yourself című száma között. Caryn Ganz, a Yahoo! Music-tól bírálta a Born This Way-t, amely szerinte „agyondolgozott, […], zajos, giccses” lett, és nem is túl eredeti: három Madonna-szám – Express Yourself, Ray of Light, Vogue – mellett a TLC Waterfalls című számához és David Guetta When Love Takes Over-jéhez tartotta hasonlónak. Megan Friedman a Time-tól és Marissa Moss a The Huffington Posttól az Express Yourselfhez való hasonlóságok miatt összességében „vegyes” fogadtatást adtak a dalnak. Annie Yuan, a The Hollywood Reportertől „más popszámok zagyvalékának” nevezte a dalt. Kevin O'Donnell a Spin magazintól vegyes hangvételű kritikát közölt, és Michael Jackson Black or White című számával vonta párhuzamba a Born This Way dalszövegét. Ezt írta: „A kislemez körüli felhajtást figyelembe véve azt gondoltuk volna, hogy Gaga egy olyan nagyszabású és azonnal klasszikussá váló számot ad ki, mint a Beatles A Day in the Life vagy a Queen Bohemian Rhapsody című száma. Képzeljük csak el, mivel rukkolt volna elő, ha több időt szánt volna a dalszerzésre tíz percnél”. Neil McCormick, a Daily Telegraph írója szerint a dal rossz hatással van Gaga művészi megítélésére, mert az csupán „Madonna Express Yourself-jének újragondolása, egy csipetnyi Vogue-gal fűszerezve – kicsit sok Madonnából valakinek, aki azon dolgozik, hogy egy önálló személyiséget hozzon létre, ami olyan, mint … az új Madonna”.
Ann Powers a Los Angeles Times-tól kritikájában kiemelte, hogy a Born This Way-nek teljesen más üzenete van, mint Madonna dalainak, amelyekhez hasonlították, és ezt írta: „Hogy túl közel áll-e zeneileg egy-két Madonna-számhoz vagy sem, teljesen lényegtelen; melyik mai popsláger nem válik zenei környezetvédővé valami ismerős újrahasznosításával?” Rob Sheffield szintén védelmébe vette a dalt, megjegyezve, hogy szerinte Madonna Express Yourselfje sem egészen eredeti, hanem „a Staple Singers Respect Yourselfjének nyúlása”. Lady Gaga először a The Tonight Show with Jay Leno című műsorban reagált az összehasonlításokra, ahol elmondta, hogy kapott „egy e-mailt Madonnától és társaitól, amelyben kifejezték szeretetüket és támogatásukat a kislemezzel kapcsolatban”. Ezt követően a CNN arról számolt be, hogy Madonna képviselői nincsenek tudatában, hogy az énekesnő, vagy a csapata küldtek volna e-mailt a szituációval kapcsolatban. Két hónappal később, az NME magazinnak adott interjúban Gaga ismét reagált dalának az Express Yourselffel való összehasonlítására:

„Dalszerző vagyok. Rengeteg számot szereztem már. Miért próbálnék megjelentetni egy dalt, amivel azt hinném, hogy át tudok vágni mindenkit? Retardált egy dolog lenne. Milyen nevetséges dolog egyáltalán megkérdőjelezni engem. A szemedbe nézek, és úgy mondom: nem vagyok annyira ostoba, annyira idióta, hogy azt higgyem, elég ostobák és idióták vagytok ahhoz, hogy ne vegyétek észre, ha valóban elloptam volna egy dallamot. Ha egymás mellé rakod a két dalt […], láthatod hogy az egyedüli hasonlóság az akkordmenetben van. Ugyanaz, ami mindegyik diszkószámban volt az elmúlt ötven évben. Csak azért, mert én vagyok az első kib*szott előadó az elmúlt 25 évben, akinek eszébe jut ezt beletenni egy rádiós Top 40-be szánt dalba, nem azt jelenti, hogy tolvaj vagyok, hanem hogy k*rvára okos vagyok. Sajnálom.”

Amikor az ABC News Madonnát egy 2012-es interjúban a Born This Way és az Express Yourself közti hasonlóságokról faggatta, az énekesnő így felelt: „Amikor halottam [a Born This Way-t] a rádióban, azt mondtam, »ez ismerősen hangzik« … Reduktívnak éreztem.” A The Newsweek Daily Beast Company-nek is elmesélte, hogy mi forgott a fejében, mikor meghallgatta a Born This Way-t: „Azt gondoltam, »milyen csodálatos módja ez a dalom feldolgozásának«. Úgy értem, felismertem az akkord változtatásokat. Azt gondoltam, hogy … érdekes.”
2011 végén a Slant Magazine a Born This Way-t az év ötödik legjobb dalaként tüntette fel. Ed Gonzalez, a weboldal egyik szerzője, az értékeléshez hozzátette, hogy a dal egy „félreérthetetlen határkő a popkultúrában, egy poszt-irónia, egy poszt-metafora, pánszexuális ünneplés, egyenesen ahhoz a közönséghez célozva, amelynek valószínűleg a leginkább szüksége van rá”. Szintén az ötödik helyezést kapta a dal az MTV csatorna év végi listáján. A PopMatters a 73. helyre sorolta „2011 75 legjobb dala” elnevezésű listáján. Sean McCarthy, az oldal kritikusa szerint bár a Born This Way albumot „szenvedés meghallgatni az eltúlzottsága miatt, ez a probléma nem áll fenn a címadó számnál. Gaga minden erőssége az egyórás monolitjában bele van sűrítve ebbe a négyperces megállíthatatlan ódába, amely a világ kitaszítottjaihoz szól”. Ezen kívül a The Guardian írói a 2011-es év 18. legjobb dalaként rangsorolták a Born This Way-t.

## Kereskedelmi fogadtatás
Csupán öt nappal a Born This Way megjelenését követően, minden addigi rekordot megdöntve, világszerte összesen egymillió példány került eladásra a dalból az iTunes médialejátszón keresztül. Az Egyesült Államokban 2010. február 26-án az első helyen debütált a Billboard Hot 100-on. Lady Gaga számára az addigi legelőkelőbb pozícióban való debütálást érte el ezáltal, felülmúlva a Bad Romance 2009 októberi kilencedik helyen való nyitását. A Born This Way lett a lista 1000. első helyezést elért száma, illetve a 19. első helyen debütáló dallá vált. A Born This Way Lady Gaga sorozatban nyolcadik legjobb tíz közé jutott kislemeze lett, ezek közül pedig az addigi egyetlen, amely rögtön az első helyen debütált. Három nappal megjelenése után 448 000 példány kelt el a dalból digitális úton, s ezzel a Born This Way lett a valaha legnagyobb első hetes eladást elérő dal női előadótól. A korábbi rekordot Britney Spears Hold It Against Me című száma tartotta. A következő héten a dal megtartotta listavezető pozícióját, összesen 509 000 példányt értékesítettek ekkor a kislemezből. Ezáltal a Born This Way Clay Aiken 2003-as This Is The Night című száma óta az első dal lett, amely azután, hogy az első pozícióban debütált a Hot 100-on, a következő héten tartani tudta helyezését. Ezzel egyidejűleg Beyoncé Knowles Single Ladies (Put a Ring on It) című kislemeze óta az első dal, amely azt követően, hogy az első helyen nyitott a Hot 100 Digital Songs listán, megjelenése második hetén növekedést tudott felmutatni eladási adataiban. A Born This Way összesen hat hétig tudott a Hot 100 lista első helyén maradni, ezzel Elton John 1997-es Candle in the Wind 1997 című kislemeze óta az egyetlen dal, amely az első pozícióban tudott nyitni, majd több mint egy hónapig tartani tudta helyezését. Az iTunes történetének leggyorsabban fogyó kislemeze lett, mindössze öt nap alatt több mint egy millióan töltötték le. A dalból készült fizikális CD kislemezből megjelenése hetén 24 000, míg 2011 márciusáig összesen 40 000 példányt értékesítettek. 2011-ben összesen 3,47 millió digitális kópiát adtak el a Born This Way-ből, amivel az év tizedik legnagyobb eladást produkáló kislemezévé vált az Egyesült Államokban. Ezzel az énekesnő sorban nyolcadik kislemeze, amely átlépte a kétmilliós eladást, összesen pedig a hatodik dala, amely elérte a hárommilliós eladási számot. Az Egyesült Államokban 2019 februárjáig összesen 4,3 milliós digitális eladást jegyeztek a dalból.
A Billboard Pop Songs rádiós listáján a tizennegyedik helyen debütált, miután három nap elteltével 4602-szer játszották a lista által figyelembe vett amerikai rádiók. Ez a legmagasabb játszási szám egy debütáló daltól a lista történetében. Mariah Carey 1993-ban Dreamlover című kislemezével elért tizenkettedik pozícióban való debütálása mögött a Born This Way a második legmagasabb helyen nyitó szám a lista történetében. Slágerlistás szereplésének hetedik hetén az első helyre került, ezzel Gaga hetedik elsőségét érte el a listán. Így utolérte Pinket és Rihannát, akik a legtöbb első helyezéssel rendelkeztek a Pop Songs listán. A Born This Way-t megjelenése első hetén a számítások szerint körülbelül 78,5 millió amerikai hallhatta a rádióban, amellyel máris a hatodik helyen nyitott a Radio Songs listán. Ezzel felülmúlta Janet Jackson 2001-es All For You című dalával elért rekordját, amely a kilencedik helyen debütált és 70 millió amerikaihoz jutott el megjelenése hetén. Hét hét elteltével végül megszerezte az első helyezést, így Paparazzi című slágerét követően Gaga második elsőségét szerezte meg a lista történetében. A Billboard további listáin első lett a Japan Hot 100-on és a Hot Dance Club Songs-on, a legtöbb tíz közé került a Latin Pop Airplay-en és az Adult Contemporary-n, és tizenegyedik lett az Adult Top 40-n. A Born This Way megjelenése hetén első helyezést ért el Kanadában is, összesen hét héten keresztül tudott a csúcson maradni a Kanadai Hot 100 kislemezlistán.
2011. február 20-án az első helyen debütált Ausztrália hivatalos kislemezlistáján, így a Born This Way Gaga számára a harmadik első helyezést elérő kislemez lett az országban. A dal nyolcszoros platinalemez minősítést kapott az Australian Recording Industry Association (ARIA) szervezettől a 560 000 eladott példány után. A Born This Way az első helyen nyitott Új-Zéland kislemezlistáján is, így az énekesnő 2008-as Poker Face című számát követően a második első helyezést elért dalává vált az ottani listán. A Recording Industry Association of New Zealand (RIANZ) szervezete platinalemez minősítést adott a dalnak a 15 000-es eladási szám elérését követően. Az Egyesült Királyságban megjelenése hetén 60 000 példányt adtak el a Born This Way-ből. Ezzel a harmadik helyen debütált, amely későbbi legjobb helyezésévé vált a brit kislemezlistán. A Born This Way az első pozícióban debütált Európa több kislemezlistáján is, így Spanyolországban, Finnországban, Írországban, Svájcban és Hollandiában. Ezen kívül a második helyen nyitott Olaszországban, Franciaországban, Svédországban, Norvégiában, Ausztriában, Németországban és Belgium Flandria régiójában is. Emellett Dánia hivatalos kislemezlistáján a negyedik helyen debütált. A szlovák rádiós listán legjobbjaként első, míg a cseh rádiós listán a nyolcadik helyen szerepelt. Első helyezést tudott elérni Dél-Korea Gaon nemzetközi előadókat szerepeltető digitális eladásokat összesítő kislemezlistáján. 2011 novemberéig a Born This Way-ből világszerte 8,2 millió példányt értékesítettek digitális úton, amivel az év ötödik legnagyobb eladását produkáló kislemeze lett.
Magyarországon a Magyar Hanglemezkiadók Szövetségének mindkét rádiós listáján a 2011. év nyolcadik hetén, azaz február 21-én debütált a Born This Way. Az országos, regionális és helyi rádiók leggyakrabban játszott felvételeiből összeálló, a hallgatottság szerinti súlyozásos módszerrel összesített Rádiós Top 40 játszási listán a 23. helyen, míg az egyes rádiók játszási számait súlyozás nélkül összesítő Editors’ Choice rádiós játszási listán a 21. helyen nyitott. A dal ezt követően egyre előkelőbb pozíciókat tudott elérni, majd listás szereplésének negyedik hetén mindkét rádiós listán megszerezte az első helyet. A Rádiós Top 40 játszási listán a Bad Romance-ot és az Alejandrót követően a harmadik, míg az Editors Choice rádiós játszási listán a Poker Face-t, a Bad Romance-ot és az Alejandrót követően a negyedik elsőségét szerezte meg az énekesnő. A Single (track) Top 10 elnevezésű hivatalos magyar kislemezlistán a második helyen debütált, amely egyben későbbi legjobb helyezését is jelentette. A közel száz hazai DJ heti játszási listája alapján készített Dance Top 40 listán a 12. pozícióig jutott a dal.

## Videóklip

### A videó készítése és bemutatása
A Born This Way-hez a brit divatfotós, Nick Knight rendezésében forgattak zenei videót, aki korábban Björk Pagan Poetry című számához is készített klipet. A forgatás 2011. január 22–24. között, Brooklynban zajlott. Lady Gaga a videót jellemezve ezt mondta: „Teljesen másként fest, mint bármi, amit eddig csináltam, […] ez az új faj megszületése. Igazán mély tartalmú dolog”. Egy, a BBC Radio 1-nak adott telefonos interjúban Francis Bacon és Salvador Dalí szürrealista festőket nevezte meg a klip fő inspirációijaiként, illetve ezt mondta: „Nagyon sokat jelent számomra ez a dal, ezért valami olyasmit akartam csinálni, ami igazán megmutatja, mi kavargott a fejemben, amikor megírtam a Born This Way-t”. Fernando Garibay „kulturális jelentőségű” videóként beszélt róla, hozzátéve, hogy „remélhetőleg segíteni fog a kiközösített, megfélemlített embereken. Remélhetőleg tudatára ébreszti az embereket, hogy rendben van, ha önmagad vagy”. Laurieann Gibson, a videó koreográfusa az MTV News-nak ezt mondta a klip alapötletének létrejöttéről:

„Miután Gaga lejátszotta nekem [a számot], beletelt egy kis időmbe, hogy kitaláljam, milyen vizuális interpretációt tudnék nyújtani neki. Aztán egy éjjel felébredtem, és megvolt; azt mondtam magamnak: »Kitaláltam. Életet kell adnunk egy új fajnak.« […] Arról szólt, hogy toljuk ki a határait annak, amilyen egy zenei videó kellene, hogy legyen és amilyen lehet is. […] nincsenek határok. […] Úgy gondolom, mindenki számára tartogat valamit a videó, és ettől olyan csodálatos az egész és különleges az üzenete.”

Gibson elmondta, Gaga fontosnak érezte, hogy New Yorkban, szülővárosában forgassák a videót: „Ez az a hely, ahol kezdtük. Ez az a hely, ahol született. Itt született meg a tánctudásom. New Yorkban igazán van valami, ami elősegíti, hogy különleges dolgok szülessenek”. Gibson elmondása szerint a kliphez kidolgozott koreográfiával „a szám történetét” akarta elmondani. Az avantgárd, modern táncelemekhez az Alvin Ailey Amerikai Táncszínház jelentette az inspirációt, ahol Gibson táncolni tanult. „Elmentünk ide megfigyeléseket tenni, mert az itteni koreográfia igazán modern szemléletű. […] Ez egy nagyszerű pillanata volt annak, hogy őt is elborítsa egy igazi táncos világ, és hogy előretoljuk a táncolási képességeit. Két napon keresztül forgattunk Brooklynban, és nagyon hideg volt. El kellett rejtenünk a helyet, és egész jól sikerült, az utolsó napot leszámítva, amikor ott ólálkodott egy lesifotós. […] nagyon elszánt volt abban, hogy ne kerüljön ki semmi a rajongóihoz, mielőtt készen lenne” – emlékezett vissza.
A klipben látott ruhákat és divatkellékeket Nicola Formichetti válogatta össze. Laurieann Gibson így beszélt a Nicolával való munkáról: „Nicola egy nagy tehetségű ember és szereti a tánc szenvedélyét. Ő maga a divat, és Gagával összefogva ők ketten kész csoda. Látni őket, ahogy erőfeszítéseket tesznek, ez egy igazi folyamat. Olyan, mint a Factory [Andy Warhol kreatív műhelye]. Nagyon warholi, ahogy együttműködünk”. A videóban többek között a Mugler divatház, Atsuko Kudo, Petra Storrs és a Haus of Gaga tervezte ruhák, illetve Lacrasia, Mugler, Kobi Levi, és Natacha Marro cipők láthatók Gagán és a többi szereplőn. A klipben több ismert modell is szerepet kapott, úgy mint Raquel Zimmermann brazil topmodell – a szülési jelenetekben –, valamint a Zombie Boy-ként is ismert, testét és arcát csontvázszerű mintákkal teletetovált kanadai modell, Rick Genest. A Genesttel közös jelenetekben Gaga a modell tetoválásait utánzó arcfestéssel jelent meg, amellyel elmondása szerint azt akarta kifejezni, hogy nem hagyja a társadalomnak és a kritikusoknak, hogy megszabják neki, mi számít szépnek. „Majd én megmondom, nekem mi számít szépnek, ennélfogva a jelenet arról szólt, hogy én és Rico [Genest] művészileg meghatározzuk magunkat, anélkül, hogy beleszólást hagynánk a társadalomnak” – mondta. A videóban Genest és Gaga – leglátványosabban a videó záró jelenetében – láthatóan rágógumit rág, ami azt fejezi ki, hogy Genestet a rágógumi szeretete vezette testének teletetoválásához. Genest így mesélt az AOL News-nak: „Gaga megkérdezett, mi késztetett arra, hogy először tetováltassak magamra. Én erre a szart is kibeszéltem magamból, és elmondtam, hogy mikor fiatal voltam, szerettem Bazooka Joe-t rágni és magamra ragasztani a hozzáadott lemosható tetoválásokat. Gaga jót nevetett, majd még a nap folyamán elérte, hogy mindenki Bazooka Joe rágógumit rágjon”.
A videó utómunkálatai Lady Gaga twitteres üzenete szerint 2011. február 21-én fejeződtek be. Premierje 2011. február 28-án, magyar idő szerint 17:00 órakor volt Perez Hilton honlapján, illetve Lady Gaga hivatalos weboldalán és VEVO-oldalán a YouTube-on. Televíziós premierje az amerikai MTV The Seven című műsorában volt, ugyanezen a napon.

### A klip cselekménye
A hét és fél perces videó elején Alfred Hitchcock 1958-as pszicho-thrillerének, a Szédülésnek fő zenei motívuma szól, miközben egy unikornis árnyképét láthatjuk egy ködös sikátorban, mindezt rózsaszín háromszögkeretben megjelenítve, amely a melegbüszkeség jelképe. A háromszög ezután egy űrbéli, díszes kristálytrón képére vált, ahol az elöl-hátul arccal rendelkező Lady Gaga üldögél. Állán a hindu hagyomány ajna csakrájának, „a harmadik szemnek” szimbóluma látható, haja pedig a katolikus pápai süveget mintázza. Gaga elkezd mesélni egy bevezető történetet, amelyben egy, az emberi petefészek alakját kiadó csillagkép előtt lebeg, Jézus keresztre feszített testéhez hasonló testtartásban, majd groteszk képeket láthatunk arról, ahogy életet ad egy új fajnak, miközben lepkék szállnak fel lágyékából, vagy ahogy egy gépfegyverrel lövöldözik. A bevezető szöveg magyarra fordítva így szól:
Ez az Anyaszörny kinyilatkozása. A G.O.A.T.-on, egy a kormány uralta űrlény területen, nagyszerű és varázslatos lények születtek. De ez a születés nem volt véges dolog. Vég nélküli volt. Ahogy az anyaméhek száma nőttön-nőtt és a jövő mitózisa kezdetét vette, érezhetővé vált, hogy az élet eme hírhedt pillanata nem ideiglenes, hanem szüntelen. És így eljött egy új faj; egy faj az emberi fajon belül, egy faj, amely nem tűr elfogultságot, előítéletet, csak a határtalan szabadságban hisz. Ám ugyanezen a napon, ahogy az örökkévaló anya a meta-univerzumban lebegett, egy másik, sokkal borzasztóbb születés is végbement; a gonosz megszületése. És ő maga is két részre szakadt. Gyötrődve vívódva a két alapvető erő között, a döntés ingája megkezdte táncát. Könnyűnek tűnhet számodra elképzelni, hogy azonnal és rendületlenül a jóhoz közelítsen. Ám ő így tűnődött: »Hogyan védhetnék meg valamit, ami ennyire tökéletes, a gonosz nélkül?«

Lady Gaga (balra) és Rick Genest (Zombie Boy) a Born This Way videóklipjében. Gaga elmondása szerint több mint egy órába telt Genest tetoválásait utánzó sminkjének elkészítése

Ahogy elkezdődik a dal, számos embert láthatunk fekete háttér előtt mozdulatlanul, négykézláb a földön, olyan elrendezésben, mintha számuk vég nélküli volna. Gaga fekete bőrmelltartóban és láncos tangában lép színre, a kislemez borítójához hasonlóan arcán és vállain különös kitüremkedésekkel. Lépdelni kezd a földön heverők közt, majd négykézláb ereszkedve csatlakozik hozzájuk. Az első verze alatt mindenki felemeli a kezét, és táncolni kezd. A jelenet a táncoló tömeg és az űrbéli trónon ülve éneklő Gaga képe közt váltakozik. A második verzénél Gaga és Zombie Boy szmokingban jelenik meg. Gaga testét és arcát a modell teletetovált testét utánzó, csontvázszerű festés borítja, és rózsaszín, lófarokba fogott haja van. A későbbiekben Gaga ölelgeti a modellt, és táncolni próbál vele, aki ezalatt szinte teljesen mozdulatlanul és kifejezéstelenül mered maga elé. A refrén másodjára való eléneklése során Gaga egy tükrökből álló szobában énekel, miközben feje egy nagy üvegdobozban van, számos torz próbababafej között. Emellett láthatjuk, ahogy a trónon ülve újabb egyedeit szüli meg az új fajnak, vagy ahogy festékben fekszik és ölelkezik más nőkkel együtt. A koreográfiát előadó Gaga és táncosai egymás mellé állnak, és kezeiket a többször magasba emelik Alvin Ailey 1960-as modern balettjének, a Látomásoknak (Revelations) jellegzetes mozdulatait utánozva, majd a szám végéhez közeledve nagy körbe állnak, és átölelik egymást.
A videó végén a táncoló, fehér foszforeszkáló kesztyűt és csizmát viselő Gaga árnyképét láthatjuk egy sikátorban. Ez a jelenet Michael Jackson The Way You Make Me Feel című számának klipje előtt tiszteleg. Egy Lady Gaga arcáról mutatott közeli felvételen könny csordul végig arcán, amely erősen Madonnát idézi a metszőfogai közti jellegzetes réssel. Ismét megjelenik a klip eleji rózsaszín háromszögkeret, amelyben azt láthatjuk, ahogy Gaga árnyképe a csillogó unikornison ül. Mögötte egy város és feljövő szivárvány képe látható. Az utolsó képsorokban Gaga a koponyaszerű sminkjében jelenik meg, ahogy rágógumi buborékot fúj, majd a rózsaszín háromszög eltűnik.

### A klip fogadtatása

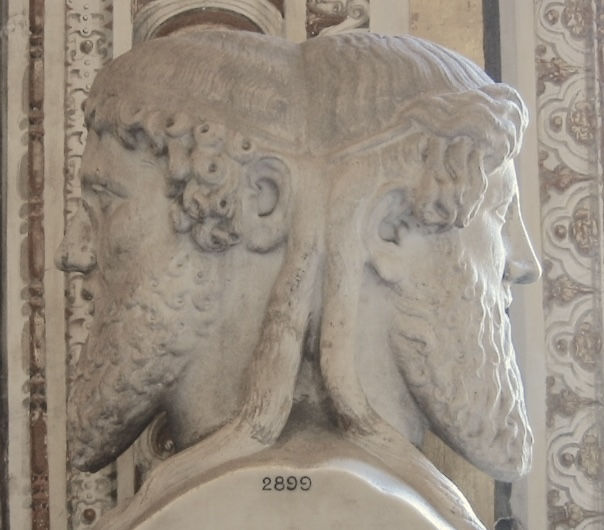
A videóklipet több tekintetben is inspirálhatta a görög és római mitológia. A képen látható Janus-ra a videó elején látható utalás

A videó javarészt pozitív kritikákat kapott. James Montgomery az MTV-től méltatta a klip koncepcióját, és ezt írta: „A Born This Way […] igazi látványosság. Ez a részben űrodüsszeia, részben kreacionista mese egy teljesen új univerzumot, sőt, egy teljesen új emberi fajt teremt. Részben van értelme, részben nincs, de ez 100%-ban elhanyagolható. Ez itt Gaga az ő legmesésebb, legextrémebb, nos, »leggagásabb« formájában”. Myrddin Gwynedd, a New Zealand Herald írója szerint Gaga „szertelen és provokatív képi világ iránti szeretetét a szélsőségekig fokozza új kislemeze videójában”. Raphael Chestang az Entertainment Tonighttól szintén pozitív kritikát közölt a klipről: „A szexis fehérneműstől a morbid szmokingos megjelenésig, Gaga és táncosai kápráztató teljesítményt nyújtanak ebben az új videóban”. Monica Herrera, a Billboard magazin írója szerint a videó hasonlít Madonna Vogue és Borderline című számainak klipjeire, és „inkább divattal telített rövidfilm, mint egy hagyományos zenei videó”. Jim Farber a New York Daily News-tól úgy vélte, „sokat segítene, ha Gaga több humort adott volna a művéhez. Az a kevés, ami van benne, az sem szándékosság eredménye. Ezentúl, a klip táncjelenetei és koreográfiája nem fogja ébren tartani éjszaka Madonnát. Szerencsére ezen árnyoldalak egyike sem domináns. A klip vad képei a teremtésről egyszerre üdítőek és sokkolóak, és a kulcs eleme az egésznek épp az, ami a dalból hiányzik: kreativitás”.
Oscar Moralde a Slant Magazine-tól így írt: „Gaga teljesen magáévá teszi az irtózatos dolgokat. Már régebben felvette az Anyaszörny szerepét, de soha nem ilyen […] átlényegült formában, mint a klipben. A dolgok, amik irtózatosak, a dolgok, amik mások – ezek a gyönyörű dolgok Gaga számára”. Gina Serpe, az E! Online írója szerint a klip egy újabb „Madonna-nyúlás/tisztelgés”. Ann Powers a Los Angeles Times-tól a feminizmus és az Istennő-mozgalom előtti tisztelgésként értelmezte a klipet. Azt írta, „Gaga érthetővé teszi az istennő kultúrát azáltal, hogy képzőművészeti, filmművészeti és szubkulturális eredetű képeket társít ismérveihez. […] Gaga megtalálta a módját annak, hogy a női felszabadulást víziója középpontjába helyezze anélkül, hogy feláldozná eredményeit azzal, hogy valami apuci kislánya vagy férfi-szexfantázia szerepet öltene”. Megan Powers, a Time írója szerint „a bizarrság példátlan szintje” tárul elénk a videóban. Ezt írta: „A NewsFedd épp múlt hétvégén gondolkodott el azon, vajon Gaga elvesztette-e a fortélyát, amivel sokkolni tudott minket. Erre, megmutatva, mennyire igazságtalanok voltunk, hogy kételkedni mertünk benne, bemutatja a videóját legújabb kislemezéhez, […] és be kell vallanunk: Gaga még mindig nagyon-nagyon fura”. Véleménye szerint az „eszement” videó rávilágít arra, valójában mennyire különbözik Lady Gaga Madonnától. A videóban az elemzők számos kulturális utalást és művészi hasonlatosságot véltek felfedezni, nem csupán olyan előadóművészekkel kapcsolatosan mint Jackson és Madonna, hanem a görög és római mitológiával, a szürrealizmussal, H. R. Giger svájci festő alkotásaival és Alexander McQueen divattervező műveivel is. Inkei Bence, a Quart.hu kritikusa negatív véleményt alkotott a klipről: „Lady Gaga nem nyugszik, és esze ágában sincs kigyógyulni a monumentalitás iránti vonzódásából: a klip hét perc hosszú, van benne minden, előtörténet, tánckoreográfia, sosem látott smink, sci-fi látványvilág. […] ez az egész fele ennyi ideig sem lenne túl érdekes, hét percen át pedig állati unalmas, arról nem is beszélve, hogy Gaga is minden korábbinál ijesztőbbre van sminkelve benne. Ha ez volna az új emberi faj, aminek teremtéséről a klip elvileg szól, akkor köszönjük, de nem kérünk belőle” – írta.
A videóklip elnyerte a „Legjobb női videó” és a „Legjobb üzenettel rendelkező videó” díjakat a 2011-es MTV Video Music Awards-on. Amellett, hogy a dal megnyerte a „Legjobb dalért” járó elismerést, a videóklipet a „Legjobb videónak” választották a 2011-es MTV Europe Music Awards-on.

## Élő előadások

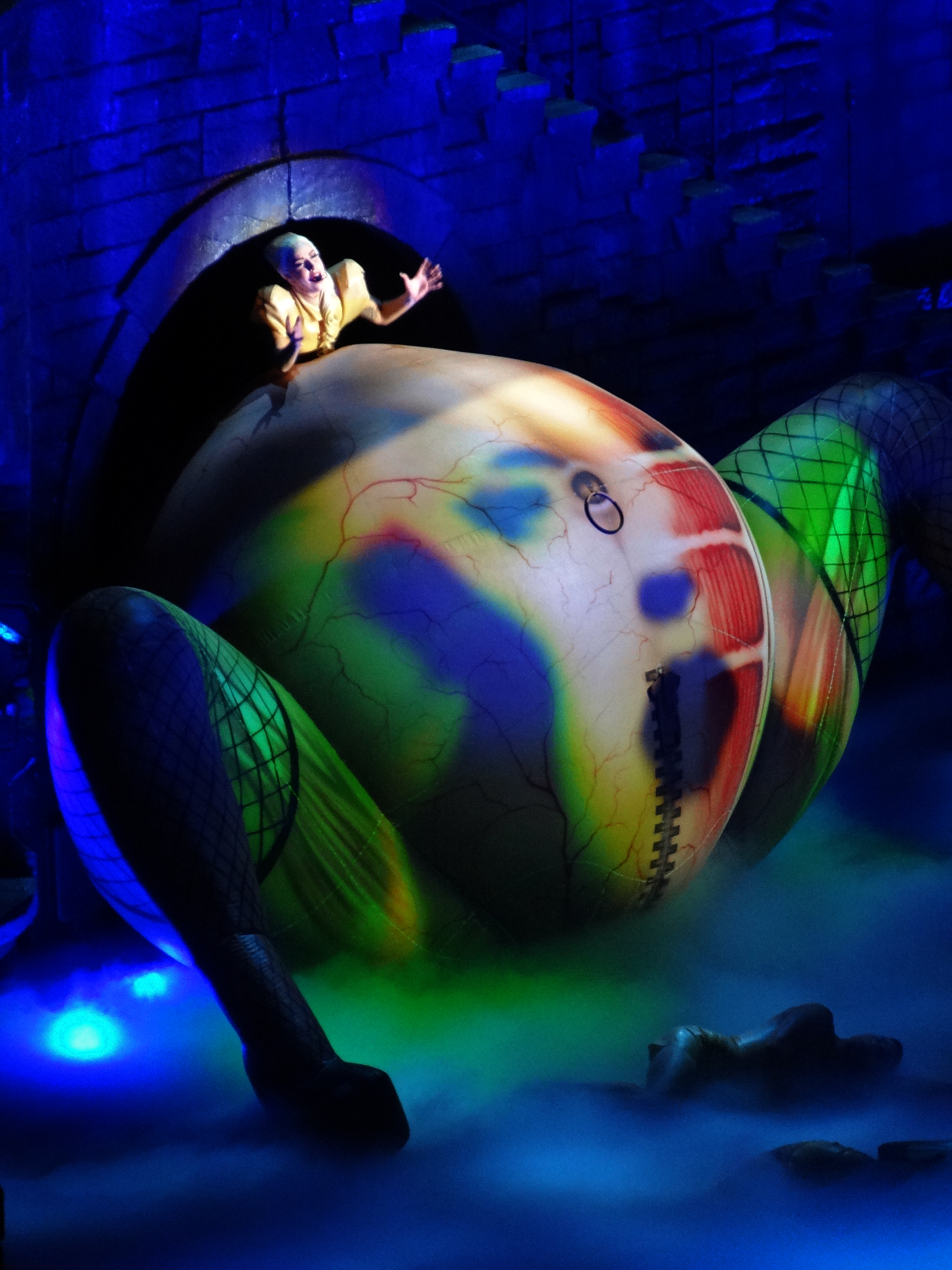
Lady Gaga szülési jelenetet imitál a dal előadása közben a Born This Way Ball turnéján.

A 2010. szeptember 12-én megrendezett MTV Video Music Awards gálán Lady Gaga hírhedtté vált, hússzeletekből készített ruháját viselve elénekelt egy részletet a dal refrénjéből („I'm beautiful in my way, 'cause God makes no mistakes; I'm on the right track, baby, I was born this way”), miután megnyerte Az év videója kategória díját a Bad Romance klipjéért. 2011. február 9-én, a The Ellen DeGeneres Show-ban Ellen James Blunttal és Justin Bieberrel pusztán a dal szövegének ismeretével megpróbálták bemutatni, szerintük hogyan fog hangzani az adás után két nappal kiadásra kerülő Born This Way dal. Az adásban Gaga telefonon keresztül megerősítette, hogy 2011. február 13-án fel fog lépni a Born This Way-jel az 53. Grammy-díjátadón. A gálára egy hatalmas tojásszerű tartályban érkezett meg, amelyet modellek szállítottak végig a vörös szőnyegen. Érkezése előtt pár órával az énekesnő twitter oldalán a következő üzenet került kiírásra: „Itt Nicola a Haus of Gagától: Gaga keltetés alatt van. A mai előadás Hussein Chalayan és a House of Mugler közreműködésével készült.” Később, a színpadon, miután Ricky Martin felkonferálta őt, Gaga egy még nagyobb tojásból előmászva kezdte előadását. Sárgaszínű latex melltartót és szoknyát, illetve lófarokba fogott, rózsaszín árnyalatú parókát viselt, vállán és arcán pedig a Born This Way kislemez borítójához hasonlóan hegyes kinövések voltak láthatók. Sminkje arany és fekete színű volt. Táncosai hasonló tojássárgaszínű tunikát viseltek. Az első refrént követően Gaga Willow Smith Whip My Hair című videóklipjében látható módon pörgette a haját. A „No matter gay, straight or bi” kezdetű szövegrész eléneklése előtt egy orgona emelkedett fel a színpad alól, melyre próbababafejek voltak ragasztva. Gaga előadott rajta egy rövid részletet Johann Sebastian Bach Toccata és fúga című darabjából, majd balladaszerűen énekelte el a dal egy részét. Az énekesnő táncosai ezután letépték öltözetüket, és testszínű ruhában folytatták az előadást. A szám végén sárga kalapot és kabátot adtak Gagára, majd mindannyian a magasba emelték „mancsaikat” az énekesnő rajongóinak, „kis szörnyeinek” tiszteletére.
Lady Gaga elmondása szerint „a Grammy-előadás sok mindenről szólt, de alapjában véve a Born This Way dal … vizuálisan, tematikailag és dalszöveg tekintetében is egy új faj megszületéséről szól, egy faj megszüléséről a már létező emberi kultúrában, amely nem tűr elfogultságot és előítéletet.” Az előadás inspirációiként Alvin Ailey táncmozdulatait, Martha Graham táncos energiáját és a gregorián énekeket nevezte meg. A The Tonight Show with Jay Leno című tévéműsorban elmondta, hogy Willow Smith inspirálta az előadásában látható „hajdobáló technikáját”. Beszélt arról is, hogy a „tojás” egy előítélet nélküli új faj megszületését szimbolizálta. Ez az ötlet Amszterdamban a turnébuszában jutott eszébe, amikor a születésről és az embriókról elmélkedett. Azt gondolta magában: „Amit a legjobban utálok a díjátadó műsorokban, hogy elterelhetik a figyelmet… Csak a rajongóim és a színpad számára akarok létezni. Nem akarok létezni ebben a gépezetben vagy cirkuszban, ami maga a zeneipar. Bárcsak elzárkózhatnék három napra, és csak az előadásomon, csak az albumon, csak a rajongóim jövőjén gondolkodhatnék. Így ezt tettem”. A Good Morning Americának adott interjújában hozzátette: „Három napot töltöttem benne [a »tojásban«]. […] újjá akartam születni, és úgy gondolom, az egész univerzumra ráférne egy újjászületés. Szerintem mindenkinek be kéne zárkóznia egy ilyen tartályba három napra, és eltűnődni rajta, hogyan szerethetnék egymást jobban, hogyan óvhatnánk meg egymást jobban, hogyan élhetnénk több szenvedéllyel, és nem kívülről várva megerősítést, hanem belülről, magadba nézve, a lelkedbe, és a belső fényedbe”. Jocelyn Vena az MTV-től úgy vélte, hogy az előadás „meglepően gyér” volt Gaga korábbi „eltúlzott” erőfeszítéseihez képest. Soraya Roberts a New York Daily News-tól csalódását fejezte ki a „várva várt” fellépéssel kapcsolatban, és úgy vélte, hogy másolta Madonnát és Blond Ambition World Touros koreográfiáját. Jason Lipscultz, a Billboard magazin írója „lélekkel telinek” nevezte az előadást, ugyanakkor úgy érezte, „a popsztár sokkal emlékezetesebb jelenést nyújtott a vörös szőnyegen ugyanezen az estén, amikor egy hatalmas tojásban jelent meg”. Jennifer Armstrong az Entertainment Weekly-től dicsérte az előadást, mondván annak ellenére, hogy Madonna hatásai határozottan jelen voltak benne, a műsor egyik fénypontja volt. A Rolling Stone írója, Matthew Perpetua szerint „nem lehet meglepő, hogy Lady Gaga új Born This Way kislemezének előadása az est vizuálisan legelbűvölőbb és legbizarrabb látványossága volt”.

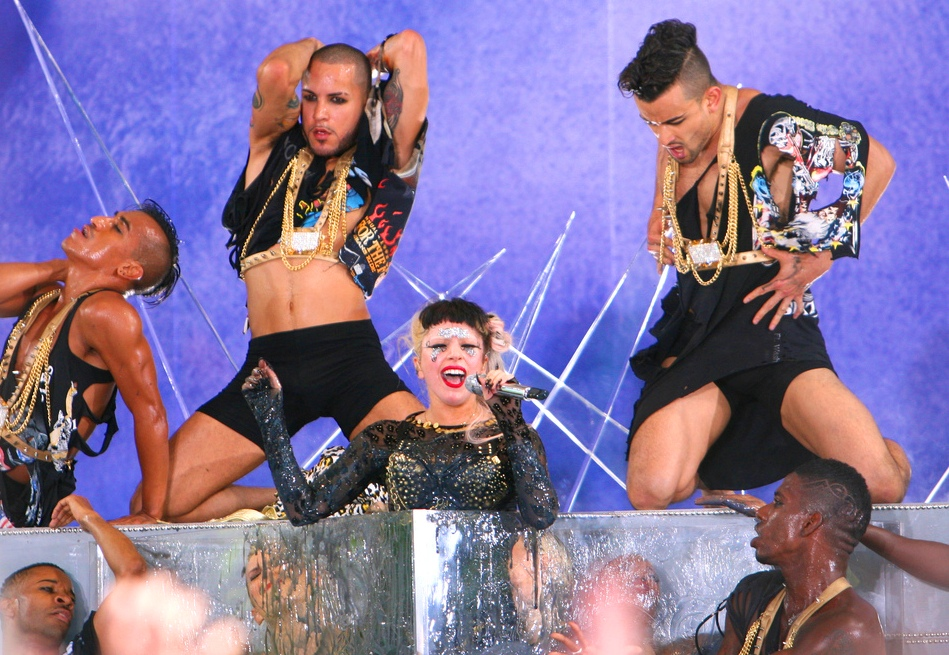
Lady Gaga táncosai gyűrűjében egy zselével töltött tartályban adta elő a Born This Way-t a Good Morning America „Nyári koncertsorozatán”

Lady Gaga The Monster Ball című turnéjának 2011-es állomásain is előadásra kerül a Born This Way a koncertek zárószámaként, a Grammy-gálán látottal szinte megegyező módon és koreográfiával, ugyanakkor az inkubációs tartály nem került felhasználásra színpadi kellékként, illetve kisebb változtatásokat lehetett felfedezni a táncosai öltözékében. Matthew Perpetua, a Rolling Stone magazin írója szerint a Born This Way „az ideális konklúziója a show-nak, amely így a […] felszabadulás és önmagunk elfogadásának szédítő közösségi ünneplésével zárul.” A The Star-Ledger íróját, Tris McCallt lenyűgözte a dal előadása, és a koncert egyik fénypontjának nevezte. „A kislemez újraértelmezése, amely sokkal inkább Laura Nyrós volt, mint Madonnás, egy akkora fejlődés volt a gépesített, trükkösített sláger verziójához képest, hogy nehéz nem azt kívánni, hogy menjen vissza a stúdióba, és vágja újra az album kijövetele előtt” – írta McCall. A koncerteken emellett a Born This Way akusztikus verzióban, zongorán játszva is előadásra került. A The Oprah Winfrey Show 2011. május 5-ei adásában Gaga egy magas ülésen, vörös, bőr blézert, alatta testhez simuló, leopárdmintás harisnyaruhát és egy arcát eltakaró kalapot viselve, egy magassarkú cipőt formázó, zongorává alakított drótszobron játszva énekelte el a Born This Way egy részletét akusztikus változatban, majd a You And I-jal folytatta fellépését. Előadása után elmondta Oprah-nak, hogy a szobrot divatot hallgató, 19 éves húga, Natalie Germanotta készítette, majd ő alakította át zongorává. Fellépett a dallal a Saturday Night Live szezonzáró részében is, ahol fémes ruhában jelent meg, haját pedig oldalra fogott lófarokba viselte. Az előadás közepetáján táncosai közül kiemelkedve terhes hassal jelent meg. Néhány nappal később a Good Morning America „Nyári koncertsorozatának” részeként is előadta a Born This Way-t. Aranyszínű szarvakat, és hozzá illő szintén aranyszínű flitteres dzsekit viselt, majd az előadás végéhez közeledve csatlakozott táncosaihoz egy 1800 fontnyi (körülbelül 800 kg), festett zselével töltött tartályban. Gaga a 2011-es MuchMusic Video Awards gálát a Born This Way-jel zárta le, miután egy lógó selyemgubó belsejében jelent meg a színpadon, majd abból kiemelkedve egy magas derékvonalú nadrágot és egy fodros tollas felsőt viselt. Később levette a tollas felsőruházatát, majd az alatta található sárga dzsekit is. 2011 novemberében előadta a dalt az ABC csatornán sugárzott A Very Gaga Thanksgiving című hálaadásnapi különkiadásában is. 2012 szilveszterén előadta Marry the Night és Heavy Metal Lover című dalai mellett a Born This Way-t is a Dick Clark's New Year's Rockin' Eve című műsorban. 2013 januárjában Gaga fellépett Barack Obama elnöki beiktatásának ünnepén, ahol Tony Bennett-tel közös The Lady Is a Tramp című dal mellett előadta a Born This Way akusztikus változatát is.
2011 májusában a The Graham Norton Show-ban Gaga a műsor záródalaként adta elő a Born This Way-t, míg a cumbriai Carlisle-ben megrendezett Radio 1's Big Weekenden a számlistájának nyitódalaként énekelte el. Gaga terhes hassal, bőrbe öltözve, egy koporsóból előlépve kezdte meg a show-t. Miután Gaga elkezdte a dalt, motoros punknak öltözött táncosai levették terhes hasát, miáltal láthatóvá vált hegyes vállú öltözéke. Londonban, a Paul O'Grady Live műsor záróelőadásaiként a Judas és Born This Way című dalaival lépett fel. 2011 júniusában egy európai promóciós látogatás keretében a dal zongorás változatát előadta a Germany's Next Topmodel hatodik évadának utolsó részében és a 2011-es római EuroPride-on. Franciaországban több más száma mellett Gaga előadta a dalt az X Factor francia változatában és a Taratata című műsorban. Japánban a 2011-es MTV Video Music Aid Japanon a The Edge of Glory című dala mellett előadta a Born This Way-t is. Gaga egy csillogó flitteres melltartóba és mindkét combjánál szétválasztott hosszú szoknyába öltözött. Miután befejezte a The Edge of Glory előadását, végigosont a színpad körül, majd felment a lépcsőn egy hatalmas póknak öltöztetett zongorához, majd azon játszva kezdte el a Born This Way akusztikus változatát. Az első verze után zongoráját otthagyva lement a lépcsőn, majd táncosaihoz csatlakozva adta elő a dal albumverzióját. Japánbeli egyéb 2011-es látogatásai során fellépett a Born This Way-yel az SMAP×SMAP, a Music Station és a Kóhaku uta gasszen című műsorokban. Ausztráliában az A Current Affair című televíziós műsorban is fellépett, ahol The Edge of Glory és You and I című kislemezei mellett a Born This Way zongorás verzióját is elénekelte.
A dal felkerült az énekesnő Born This Way Ball (2012–2013) című harmadik világ körüli turnéjának számlistájára is. A dal előadását egy szülési jelenet előzi meg, amely során Gaga egy hatalmas felfújható széttárt lábú testen keresztül bújik ki. 2014-ben Gaga a Born This Way akusztikus verzióját adta elő a Roseland Ballroomban tartott koncertrezidenciája során és az ArtRave: The Artpop Ball turnén. 2016 júliusában Gaga meglátogatott egy árvaházat a mexikói Cabo San Lucasban, ahol elénekelte a dal akusztikus verzióját, amelyet Megan McCluskey a Time-tól „érzelmesként” jellemzett. Még abban az évben megjelent a The Late Late Show with James Corden „Carpool Karaoke” szegmensében, ahol a Born This Way a kiválasztott dalok között volt, amit Gaga Cordennel énekelt a járműben.

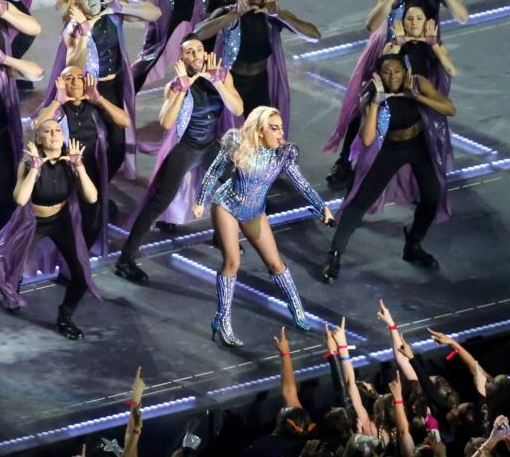
Gaga a Born This Way című dalt adja elő a Super Bowl LI félidei showműsorában. Ez volt az első alkalom, amikor valaki a sportesemény félidei showműsorában utalt az LMBT közösségre

2017. február 5-én Gaga volt a Super Bowl LI félidei showjának headlinere, és a Born This Way az előadás része volt. Nico Lang a Salontól megjegyezte, hogy az esemény során előadott többi dalhoz képest, amelyeket többnyire egyveleggé rövidítettek, Gaga úgy döntött, hogy a Born This Way legnagyobb részét előadja, és „szövegének eléneklésével Gaga lett az első előadó, aki valaha is kimondta a »leszbikus«, »meleg«, »bi« vagy »transznemű« szavakat a Super Bowlon”. Sok más újságíró is kiemelte a dal Super Bowlon való eléneklésének jelentőségét, finom politikai nyilatkozatnak nevezve azt. 2017 áprilisában Gaga a Coachella fesztiválon adott mindkét koncertjén előadta a Born This Way-t. A dal a Joanne World Tour (2017–2018) részeként is szerepelt. A zongorán énekelt dalok után Gaga egy hosszú fehér szoknyát csatolt magára a Born This Way előadásához.
Gaga a dalt a Lady Gaga Enigma + Jazz & Piano (2018–2024) című Las Vegas-i koncertrezidenciája során is előadta, amely két különböző show-t foglal magában. Az Enigma koncertek során Gaga az utolsó előtti dalként adja elő a dalt egy pezsgőszínű aranyruhában, míg a Jazz & Piano műsoron zongora mellett hallható. Chris Willman, a Variety munkatársa pozitívan reagált az utóbbi előadására, mondván, hogy a Born This Way-nek „így kellett volna megszületnie, ahogy egyedül énekli a zongoránál, egyfajta lassú gospel számként; már nem úgy hangzik, mint egy pörgős Vogue koppintás, hanem valami sokkal ősibb és spirituálisabb, és meglepően megható ebben a tiszteletteljesebb keretben”. A dal egy lecsupaszított verzióját Gaga 2021. szeptember 30-i, élőben közvetített koncertjén is előadta, amely a Tony Bennett-tel közösen készített második, Love for Sale című albumát ünnepelte. 2022-ben Gaga a The Chromatica Ball stadionturnén ismét előadta a dalt, ahol kezdetben Gaga csak reflektorfény és zongora mellett volt látható, majd néhány versszakkal később a dal eredeti verziójára váltott.

## Feldolgozások

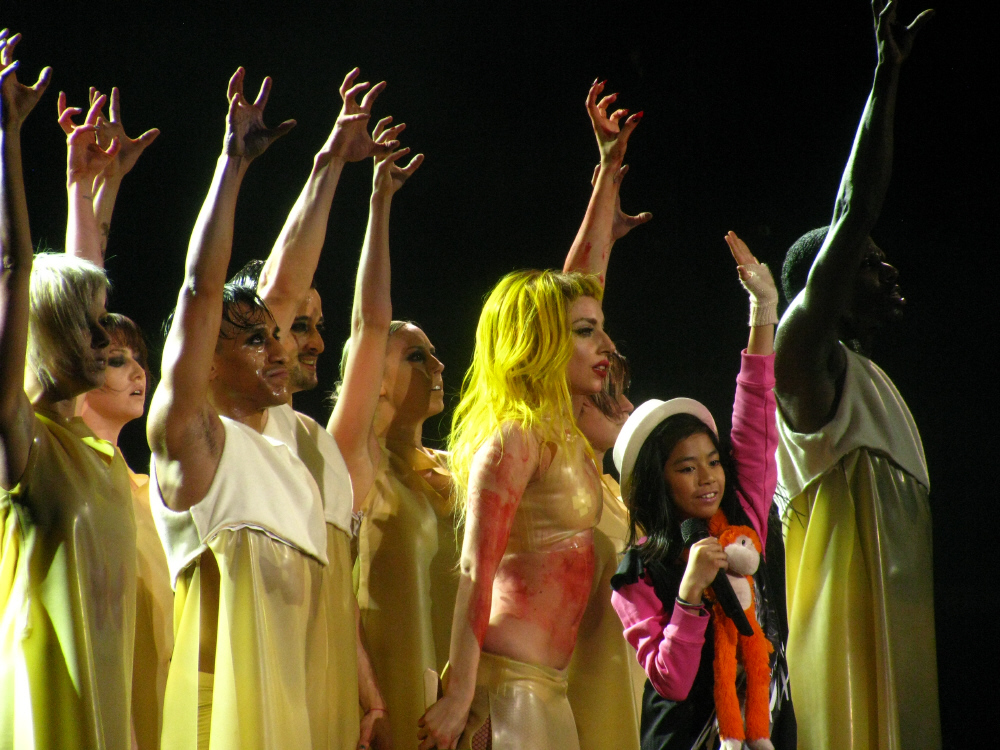
Lady Gaga Maria Aragonnal a Born This Way előadása végén a Monster Ball Tour 2011. március 3-ai, torontói állomásán

2011. március 2-ai torontói koncertjén Gaga tízéves rajongójával, Maria Aragonnal közösen adta elő a dal akusztikus változatát. Gagát teljességgel lenyűgözték Aragon énekesi képességei, miután a kislány feltöltötte a YouTube-ra a saját verzióját a Born This Way-ből. Aragon ezután kapott meghívást az énekesnőtől, hogy énekeljen vele a színpadon. A kislány egy fedora kalapot viselve jelent meg, kezében pedig egy plüssmajmot szorongatott. Gaga leült a zongorához, az ölébe ültette Aragont, majd közösen elénekelték a Born This Way verzéjeiben megváltoztatott, soul-inspirálta feldolgozását. „Maria képviseli azt, amiről ez a dal szól” – mondta Gaga a kanadai közönségnek az előadást követően. „Az egész a következő generációról és a jövőről szól.” Később Aragont meghívták a Hot 103 rádió egyik műsorába, ahol telefonon keresztül énekelte el a Born This Way refrénjét. 2011. február 23-án fellépett a dallal a The Ellen DeGeneres Show-ban is.
Katy Perry amerikai énekesnő 2011. március 7-én California Dreams című turnéjának párizsi koncertjén adta elő a Born This Way leegyszerűsített változatát. Az előadást két akusztikus gitáron játszó gitáros kísérte. A Glee – Sztárok leszünk! című sorozat szereplői is feldolgozták a dalt, a második évad egyik részében. Az epizód a Born This Way címet kapta, és az Egyesült Államokban 2011 áprilisában sugározták a Fox csatornán. Az epizód bemutatása után az énekesnő ezt írta a Twitteren: „Nagyon tetszett a Glee Born This Way epizódja. Nagyra tartom a sorozatot, amiért bátor és küzd az efféle modern társadalmi üzenetekért. Sose hátráljatok meg!” A dal ezen változata is megjelent digitális letöltésként, majd 73 000 példányszámos eladásával a 44. helyen debütált a Billboard Hot 100-on, illetve a 31. helyen a Kanadai Hot 100 kislemezlistán. Később ez a feldolgozás a Glee Live! In Concert! turné 2011-es szakaszán is előadásra került, illetve a dal bekerült a Glee: The 3D Concert Movie című koncertfilmbe és annak eredeti filmzenei kiadványába is.
2011-ben „Weird Al” Yankovic amerikai énekes-dalszerző és parodista engedélyt kért Lady Gaga menedzsmentjétől, hogy elkészíthesse a Born This Way paródiáját, a Perform This Way-t („Így adok elő”), amelyet új albumának, az Alpocalypse-nek az első kislemezének szánt. Az énekesnő menedzsmentje arra kérte, küldje el a kész számot, mert csak azután kaphat engedélyt megjelentetésére, hogy az énekesnő meghallgatta és jóváhagyta. Yankovic először csak a dal szövegét küldte el, de Gaga menedzsmentje ragaszkodott a teljes számhoz, amit Yankovicnak úgy kellett rögzítenie a stúdióban, hogy nem tudta, megkapja-e majd az engedélyt megjelentetésére. Később engedélykérése elutasításra került, amit Yankovic úgy értelmezett, hogy Lady Gaga utasította el kérését. Yankovic így a kislemez-kiadás és a videóklip-készítés tervéről letéve YouTube-ra töltötte fel a kész számot. Gaga valójában csak ekkor hallgatta meg először a dalt, és személyesen felvette a kapcsolatot Yankovic-kal, hogy zöld utat adhasson neki, hogy megjelentethesse a dalt az új albumán. Elmondta neki, hogy a menedzsere, nem pedig ő utasította el az engedélykérését, és hogy mindez teljességgel a tudtán és beleszólásán kívül történt. A számban Yankovic Gaga különc öltözködési stílusát veszi humora górcsöve alá olyan sorokkal, mint „I might be wearin' Swiss cheese/or maybe covered with bees/It doesn't mean I'm crazy, I perform this way” („Talán svájci sajtba öltözök/vagy méhekkel borítom be magam/Ettől még nem vagyok bolond, én így adok elő”), vagy „Ooh my little monsters pay, lots 'cause I perform this way/Baby, I perform this way” (Ó, a kis szörnyeim sokat fizetnek, azért mert így adok elő/Bébi, én így adok elő”). 2011 júliusában a Kidz Bop Kids előadói is feldolgozták a dalt Kidz Bop 20 címmel megjelent 20. stúdióalbumukon. 2012. május 20-án kiszivárgott egy videó Madonna MDNA turnéjának próbáiról, ahol Madonna előadta a Born This Way-t, vegyítve Express Yourself című dalával, amit a 2008-as Hard Candy című albumáról ismert She's Not Me („Ő nem én vagyok”) című dalának előadása követett. A felvétel nagy médiavisszhangot váltott ki, mivel ebből sokan arra következtettek, hogy ezzel „leszólta” Gagát és a dalt is. Madonna turnéján a koncertek második szegmense során adta elő az említett dalokat. Alice Cooper amerikai rockénekes No More Mr. Nice Guy című koncertsorozatának 2012-es szakaszán dolgozta fel a Born This Way-t. A dal eredeti szövegét a refrén kivételével megváltoztatta, de megtartotta Gaga változatának dallamát. Gaga később Twitter felhasználóján megbecsülését fejezte ki a férfi feldolgozása iránt.

## A kislemez dalai és formátuma
| - Digitális letöltés 1. Born This Way – 4:20 - Born This Way – The Remixes, 1. rész 1. Born This Way (LA Riots Remix) – 6:32 2. Born This Way (Chew Fu Born to Fix Remix) – 5:52 3. Born This Way (DJ White Shadow Remix) – 4:24 - Born This Way – The Remixes, 2. rész 1. Born This Way (Michael Woods Remix) – 6:25 2. Born This Way (Grum Remix) – 6:00 3. Born This Way (Dada Life Remix) – 5:16 4. Born This Way (Zedd Remix) – 6:30 5. Born This Way (Bimbo Jones Remix) – 6:16 6. Born This Way (Twin Shadow Remix) – 4:05 | - Limitált CD kislemez/Limitált 12"-es képes hanglemez 1. Born This Way – 4:20 2. Born This Way (LA Riots Remix) – 6:33 3. Born This Way (Chew Fu Born to Fix Remix) – 5:53 4. Born This Way (DJ White Shadow Remix) – 4:24 - Born This Way (The Country Road Version) – kislemez 1. Born This Way (The Country Road Version) – 4:21 |

## Slágerlistás helyezések
| Lista (2011–2013)                          | Legjobb helyezés |
| ------------------------------------------ | ---------------- |
| Ausztrália (ARIA)                          | 1                |
| Ausztria (Ö3 Austria Top 40)               | 1                |
| Belgium (Ultratop 50 Flanders)             | 1                |
| Belgium (Ultratop 50 Wallonia)             | 3                |
| Brazília Hot 100 Airplay (Billboard)       | 4                |
| Brazília Hot Pop Songs (Billboard)         | 1                |
| Dél-Korea (Gaon)                           | 33               |
| Kanada (Canadian Hot 100)                  | 1                |
| Kanada AC (Billboard)                      | 2                |
| Kanada CHR/Top 40 (Billboard)              | 1                |
| Kanada Hot AC (Billboard)                  | 1                |
| Független Államok Közössége (TopHit)       | 24               |
| Csehország (Rádio Top 100)                 | 8                |
| Dánia (Tracklisten Top 40)                 | 2                |
| Európa (Euro Digital Songs)                | 1                |
| Finnország (Singlet Top 20)                | 1                |
| Franciaország (Single Top 100)             | 2                |
| Németország (Media Control Charts)         | 1                |
| Görögország Digital Song Sales (Billboard) | 1                |
| Görögország (Greek Airplay)                | 4                |
| Magyarország (Dance Top 40)                | 12               |
| Magyarország (Rádiós Top 40)               | 1                |
| Magyarország (Single Top 40)               | 2                |
| Izland (RÚV)                               | 10               |
| Írország (IRMA)                            | 1                |
| Izrael (Media Forest)                      | 1                |
| Olaszország (FIMI)                         | 2                |
| Japán (Billboard Japan Hot 100)            | 1                |
| Luxembourg Digital Songs (Billboard)       | 1                |
| Mexikó Anglo (Monitor Latino)              | 1                |
| Hollandia (Top 40)                         | 1                |
| Hollandia (Single Top 100)                 | 1                |
| Új-Zéland (Recorded Music NZ)              | 1                |
| Norvégia (VG-lista)                        | 2                |
| Lengyelország (Polish Airplay Top 20)      | 1                |
| Portugal Digital Songs (Billboard)         | 3                |
| Oroszország Airplay (TopHit)               | 27               |
| Skócia (Scottish Singles Top 40)           | 1                |
| Szlovákia (Rádio Top 100)                  | 1                |
| Spanyolország (PROMUSICAE)                 | 1                |
| Svédország (Sverigetopplistan)             | 1                |
| Svájc (Schweizer Hitparade)                | 1                |
| Egyesült Királyság (UK Singles Chart)      | 3                |
| Ukrajna Airplay (TopHit)                   | 12               |
| US Billboard Hot 100                       | 1                |
| US Adult Contemporary (Billboard)          | 22               |
| US Adult Top 40 (Billboard)                | 7                |
| US Hot Dance Club Songs (Billboard)        | 1                |
| US Dance/Mix Show Airplay (Billboard)      | 1                |
| US Latin Pop Songs (Billboard)             | 10               |
| US Mainstream Top 40 (Billboard)           | 1                |
| US Rhythmic (Billboard)                    | 12               |

| Slágerlista                           | Legjobb helyezés | Év végi helyezés (2011) |
| ------------------------------------- | ---------------- | ----------------------- |
| Editors’ Choice rádiós játszási lista | 1                | 7                       |
| Rádiós Top 40 játszási lista          | 1                | 8                       |
| Dance Top 40 lista                    | 12               | 56                      |
| Single (track) Top 10 lista           | 2                | –                       |

| Slágerlista (2011)               | Helyezés |
| -------------------------------- | -------- |
| Ausztrál kislemezlista           | 8        |
| Belga kislemezlista (Flandria)   | 31       |
| Belga kislemezlista (Vallónia)   | 23       |
| Brit kislemezlista               | 14       |
| Dán kislemezlista                | 30       |
| Francia kislemezlista            | 22       |
| Holland                          | 28       |
| Horvát rádiós lista              | 19       |
| Német kislemezlista              | 17       |
| Ír kislemezlista                 | 17       |
| Japán Hot 100 kislemezlista      | 3        |
| Kanadai Hot 100 kislemezlista    | 6        |
| Osztrák kislemezlista            | 13       |
| Spanyol kislemezlista            | 16       |
| Svájci kislemezlista             | 12       |
| Svéd kislemezlista               | 18       |
| Új-zélandi kislemezlista         | 14       |
| US Billboard Hot 100 lista       | 18       |
| USA Adult Pop Songs rádiós lista | 29       |
| USA Hot Dance Club Songs lista   | 23       |
| USA Pop Songs rádiós lista       | 28       |

| Slágerlista (2012)          | Helyezés |
| --------------------------- | -------- |
| Japán Hot 100 kislemezlista | 75       |

## Minősítések és eladási adatok
| Régió | Minősítés  | Eladott példányszám |
| --- | ---------- | ------------------- |
| Ausztrália (ARIA) | 8× platina | 560 000‡            |
| Ausztria (IFPI Austria) | 2× platina | 60 000*             |
| Belgium (BEA) | arany      | 15 000*             |
| Brazília (Pro-Música Brasil) | gyémánt    | 250 000‡            |
| Kanada (Music Canada) | 9× platina | 720 000‡            |
| Dánia (IFPI Denmark) | platina    | 30 000^             |
| Németország (BVMI) | platina    | 300 000‡            |
| Olaszország (FIMI) | 2× platina | 60 000*             |
| Japán (RIAJ) | million    | 1 000 000*          |
| Új-Zéland (RMNZ) | platina    | 15 000*             |
| Norvégia (IFPI Norway) | 6× platina | 60 000*             |
| Dél-Korea (KMCA) |            | 763 202             |
| Spanyolország (PROMUSICAE) 2015 után | arany      | 30 000‡*            |
| Svédország (GLF) | 5× platina | 200 000‡            |
| Svájc(IFPI Switzerland) | platina    | 30 000^             |
| Egyesült Királyság (BPI) | 2× platina | 1 200 000‡          |
| Egyesült Államok (RIAA) | 6× platina | 6 000 000‡          |
| Összesítés |            |                     |
| Világszerte |            | 8 200 000           |
| * Eladási példányszámok kizárólag a minősítés alapján. ^ Kiszállítási példányszámok kizárólag a minősítés alapján. ‡ Eladási+streaming példányszámok kizárólag a minősítés alapján. |            |                     |

## Megjelenések
| Ország/Régió       | Dátum             | Formátum                           |
| ------------------ | ----------------- | ---------------------------------- |
| Világszerte        | 2011. február 11. | Digitális letöltés                 |
| Ausztrália         | 2011. február 11. | Mainstream rádió                   |
| Egyesült Államok   | 2011. február 15. | Mainstream, rhythmic rádió         |
| Japán              | 2011. március 4.  | Mobiltelefonos digitális letöltés  |
| Ausztrália         | 2011. március 4.  | CD kislemez                        |
| Németország        | 2011. március 11. | CD kislemez                        |
| Egyesült Királyság | 2011. március 14. | CD kislemez                        |
| Görögország        | 2011. március 14. | CD kislemez                        |
| Egyesült Államok   | 2011. március 15. | CD kislemez                        |
| Új-Zéland          | 2011. március 15. | CD kislemez                        |
| Tajvan             | 2011. március 15. | CD kislemez                        |
| Japán              | 2011. március 16. | CD kislemez, PC digitális letöltés |
| Lengyelország      | 2011. március 18. | CD kislemez                        |
| Tajvan             | 2011. április 29. | 12"-es képes hanglemez             |

## Közreműködők
- Lady Gaga – vokál, dalszerző, producer, billentyűs hangszerek, hangszerelés és elrendezés
- Jeppe Laursen – dalszerző és producer
- Fernando Garibay – dalszerző, producer, számítógép generálta hangok, billentyűsök, hangszerelés és elrendezés
- DJ White Shadow – dalszerző, producer, számítógép generálta hangok
- David Russell – felvételek az Abbey Road Studióban (London) és a Germano Studióban (New York); hangkeverés a Germano Studióban
- Gene Grimaldi – maszterizálás az Oasis Mastering-ben (Burbank)
- Tamar Braxton – háttérvokál
- Pete Hutchings – asszisztens
- Kenta Yonesaka – asszisztens
- Kevin Porter – asszisztens
- Al Carlson – asszisztens

Forrás: A Born This Way albumon szereplő jegyzet, Interscope Records